# Alydidae
Los alídidos (Alydidae) son una familia de insectos hemípteros del suborden Heteroptera, conocidas en inglés como "chinches de cabeza ancha" (broad-headed bugs), muy similares a sus parientes cercanos los Coreidae (chinches de patas grandes, chinches hediondas, chinches de las leguminosas o "chinches de patas en forma de hoja" (leaf-footed bugs en inglés). Hay alrededor de 40 géneros con 250 especies en total. Distribuidas en las regiones más templadas y cálidas de la Tierra, la mayoría son animales tropicales y subtropicales; por ejemplo, en Europa hay apenas 10 especies, y sólo 2 de estas se encuentran fuera de la región mediterránea.

## Descripción
Esas chinches tienen una longitud de 10-12 mm, y tienen cuerpos esbeltos. Algunas tienen patas largas y muy delgadas. Las características más notables de la familia son que la cabeza es ancha, generalmente similar en longitud y anchura al pronoto y el escutelo, y que los últimos segmentos antenales son alargados y curvos. Los ojos compuestos son globulares y prominentes, y también presentan ocelos. El fémur de las patas posteriores presenta varias espinas robustas; el tarso tiene tres segmentos. La mayoría de las especies poseen hemiélitros (alas delanteras) bien desarrollados, que les permiten volar con facilidad, pero en algunos los hemiélitros son vestigiales. La parte membranosa de los hemiélitros tiene varias venas largas.
Alydidae presentan generalmente una coloración oscura o negruzca. La parte superior del abdomen es normalmente de color naranja-rojo claro. Este coloreado no suele ser visible ya que está cubierto por las alas; pueden exponerlo, tal vez, para advertir a los posibles depredadores de su nocividad: Frecuentemente poseen glándulas olorosas que producen un hedor considerado peor que el de las verdaderas chinches pestilentes (Pentatomidae). Se dice que la hediondez que producen es parecida a un caso grave de halitosis.
Las ninfas de algunas especies son mirmecomórficas y se desarrollan en nidos de hormigas.

## Ecología
Estas chinches habitan fundamentalmente hábitats claramente áridos y arenosos, como playas, brezales, estepas y sabanas. Su principal alimento son las semillas, que perforan con su probóscide para beber los fluidos nutrientes contenidos en ellas. Algunas son desde el punto de vista económico plagas, como por ejemplo Leptocorisa oratorius sobre el arroz.

## Sistemática
Se conocen tres linajes principales de "chinches de cabeza ancha". Dos son generalmente aceptados como subfamilias, y el tercero es o bien colocado como una tribu Leptoscorisini dentro de Microelytrinae, o como una tercera subfamilia, Leptocorinae.

### Algunos géneros
- Alydus
- Camptopus
- Heegeria
- Leptocorisa
- Megalotomus
- Micrelytra
- Nariscus
- Nemausus
- Neomegalotomus
- Tenosius